# Parafia Najświętszego Serca Pana Jezusa w La Porte
Parafia Najświętszego Serca Pana Jezusa w La Porte (ang. Sacred Heart Parish) – parafia rzymskokatolicka położona w La Porte w stanie Indiana, Stany Zjednoczone.
Jest ona wieloetniczną parafią w diecezji Gary dla polskich imigrantów.
Parafia jest pod wezwaniem Najświętszego Serca Pana Jezusa.